# Церква Покрови Пресвятої Богородиці (Мозолівка)
Церква Покрови Пресвятої Богородиці в Мозолівці — парафія і храм греко-католицької громади Підгаєцького деканату Бучацької єпархії Української греко-католицької церкви в селі Мозолівка Тернопільського району Тернопільської области.

## Історія церкви
Найдавнішим збереженим документом про парафію села Мозолівка є розпорядження Львівської єпархії від 22 грудня 1772 року про призначення парохом греко-католицького священника о. Яна Павловича. Задовго до цього в селі вже існувала стара церква.
У 1888 році мешканці Мозолівки збудували новий храм за кошти громади. Церкву, названу на честь Святої Покрови, звели з дубових брусів і дощок, встановивши прекрасний різьблений престол. За ініціативи о. Йосифа Кмішікевича парафіяни збудували нову дзвіницю, де на синьому тлі встановили золотий тризуб. З приходом більшовиків його знесли, але відновили після проголошення незалежності України.
Наприкінці 1947 року парафія і храм були насильно приєднані до московського православ'я. У 1957 році комуністична влада закрила церкву, а відкрила її знову 24 грудня 1989 року в підпорядкуванні РПЦ.
У 1990 році Петро Дармохід разом з односельцями домігся повернення парафії і церкви на греко-католицький обряд. При парафії було створено «Школу духовного розвитку», що пропонує екскурсії, перегляд релігійних фільмів, реколекції, паломницькі поїздки та молитовні зустрічі. На території парафії є капличка, фігура та хреста. У власності парафії також є проборство.

## Парохи
- о. Яна Павлович (22 грудня 1772—?),
- о. Емілій Заспірца,
- о. Василь Хомович,
- о. Йосиф Кмішікевич,
- о. Андрій Трач (1938—1945),
- о. Ізидор Диган (до 1947),
- о. Сендецький (1948—1957),
- о. Легата,
- о. Григорій Петришин (1990—1991),
- о. Іван Хрептяк (1991—1993),
- о. Тарас Горішняк (1993—1995),
- о. Василь Лехняк (1995—1997),
- о. Анатолій Гнатишин (1997—2007),
- о. Теодор Дяків (з грудня 2007).